# Orford (New Hampshire)
Orford ist der Name einer Town im Grafton County des US-Bundesstaates New Hampshire in Neuengland. Das U.S. Census Bureau hat bei der Volkszählung 2020 eine Einwohnerzahl von 1.237 ermittelt. Gouverneur Benning Wentworth wählte den Namen nach Robert Walpole, Earl von Orford. Der Sohn eines der ersten Siedler, Samuel Morey, unternahm auf dem Connecticut River bei Orford Versuche mit einem dampfbetriebenen Boot.

## Geographie
Von 123,8 km² Fläche von Orford sind etwa 3,6 km² Wasser.

### Gemeindegliederung
Neben Orford Orfordville, Gilman Corner und Quintown. Merriwood und Moosilauke Camp sind Sommerlager.

### Lage
Orford liegt am Connecticut River gegenüber von Fairlee in Vermont. Die Gemeinde- und zugleich Staatsgrenze verläuft entlang der westlichen Niedrigwasserlinie. Im Norden von Orford grenzt Piermont an, im Osten Wentworth und im Süden Lyme. In New Hampshire liegt Orford in der Dartmouth-Lake Sunapee-Region. Daneben gehört es zu der auf beiden Seiten des Flusses liegenden Upper-Valley-Region, einem nicht genau festgelegten Gebiet entlang des Connecticut etwa in der Mitte der Grenze zwischen Vermont und New Hampshire. Die höchste Erhebung in Orford ist der Mount Cube mit 888 Metern. Über diesen verläuft der Appalachian Trail. In den Connecticut münden der Archertown und der Indian Pond Brook, letzterer in Piermont. Der Indian Pond ist einer von zwei größeren Seen in Orford. Der andere ist der Upper Baker Pond bei Gilman Corner. Dieser entwässert über den Pond Brook und den zum Teil in Wentworth liegenden Lower Baker Pond in den Baker River und letztlich zum Merrimack River. Kleinere Seen sind Pickerel und Mason Pond, die über den Jacob Brook in den Connecticut entwässern. In diesen münden Mousely und Clough Brook. Der Abfluss des Mud Turtle Pond verläuft durch Lyme ebenfalls zum Connecticut.

## Geschichte
Die Landzuteilung für Orford datiert auf den 25. September 1761. Die ersten Siedler kamen 1765. Zwei Jahre später siedelten bereits 75 Einwohner im Konzessionsgebiet. Zu den Siedlern, die 1766 kamen, gehörte General Israel Morey, Vater des Erfinders Samuel Morey, der zum Zeitpunkt des Umzuges von Hebron in die Wildnis von Orford vier Jahre alt war. Mit Morey kamen zwei weitere Familien. 1766 wurde das erste Kind der Siedler geboren, und in das Jahr 1770 fällt die erste Erwähnung von Ausgaben für Schulunterricht mit dem Beschluss, für sechs Monate einen Lehrer anzustellen. Im gleichen Jahr wurde die erste Kirchengemeinde gegründet, und im Jahr darauf der erste Geistliche angestellt. Diesem sowie seinen Nachfolgern wurden ihre Dienste zunächst ausschließlich in Waren vergolten, und es kam vor das ein Geistlicher entlassen wurde, weil sich die Gemeinde seinen Unterhalt nicht mehr leisten konnte. 1773 wurde eine Fähre zwischen Orford Landing und Fairlee eingerichtet. Als diese den Verkehrsbedarf nicht mehr genügte, wurde 1802 die erste Brücke zwischen den Orten errichtet. 1848 wurde in Vermont entlang des Connecticut die Bahnstrecke White River Junction–Lennoxville gebaut. Der Bahnhof in Fairlee, Orford gegenüber auf der anderen Flussseite, hieß zeitweise Fairlee-Orford und war der Bahnzugang für die Gemeinde. 1856 wurde die erste Brücke durch eine neue, überdachte Brücke ersetzt. Im Jahr 1859 war Orford in sechzehn Schulbezirke unterteilt, dazu kam die Orford Academy, eine weiterführende Schule, gegründet 1850. Zwei Postämter, drei Kirchen und fünf Läden bestanden neben zehn Säge- und einer Kornmühle, dazu kamen eine große Gerberei, zwei Schuh- und Stiefelproduktionen, eine Schuhfabrik und ein Hersteller von Fenstern und Türen. Einige Jahre später, 1874, gab es ein Hotel, Anwälte und Ärzte, ebenso wie zwei der Kirchen in Orford village. In Orfordville gab es eine weitere Kirche und ein eigenes Postamt, zwei Stuhlfabriken, Sägemühle und kleinere Betriebe. Von den Schulbezirken waren zwei aufgelöst worden, an den verbliebenen vierzehn Schulen wurde im Durchschnitt an 22 Wochen im Jahr unterrichtet. 1885 waren noch zwölf Schulbezirke übriggeblieben, es gab dreizehn Schulen mit 254 Schülern, vier Lehrern und 22 Lehrerinnen. Orfordville hatte eine Kirche, ein Gemeindehaus, Schule, Laden und Möbelgeschäft, Schmiede und etwa 75 Einwohner. Das verbliebene Postamt lag in Orford. Vier Säge- und zwei Kornmühlen produzierten neben ihrem Kerngeschäft zum Teil auch Schindeln oder Apfelmost. Daneben gab es eine Käse- und eine Besenproduktion sowie eine Pferdezucht. In den Sezessionskrieg zogen aus Orford 113 Mann.

Die beschädigte Brücke im Jahr 1936

Die Brücke über den Connecticut wurde 1927 bei einer Flut beschädigt. Das Gleiche passierte bei der Flut von 1936. Die Schäden waren dabei so gravierend, dass die Brücke gesperrt und im Jahr darauf durch eine stählerne Bogenbrücke mit abgehängter Fahrbahn ersetzt wurde. Diese steht als Samuel Morey Memorial Bridge im National Register of Historic Places.
1954 wurde der Personenverkehr auf der Bahnstrecke in Vermont eingestellt.

### Bevölkerungsentwicklung
| Volkszählungsergebnisse – Orford, New Hampshire | Volkszählungsergebnisse – Orford, New Hampshire | Volkszählungsergebnisse – Orford, New Hampshire | Volkszählungsergebnisse – Orford, New Hampshire | Volkszählungsergebnisse – Orford, New Hampshire | Volkszählungsergebnisse – Orford, New Hampshire | Volkszählungsergebnisse – Orford, New Hampshire | Volkszählungsergebnisse – Orford, New Hampshire | Volkszählungsergebnisse – Orford, New Hampshire | Volkszählungsergebnisse – Orford, New Hampshire | Volkszählungsergebnisse – Orford, New Hampshire |
| Jahr                                            | 1767                                            | 1773                                            | 1775                                            | 1786                                            | 1790                                            | 1800                                            | 1810                                            | 1820                                            | 1830                                            | 1840                                            |
| ----------------------------------------------- | ----------------------------------------------- | ----------------------------------------------- | ----------------------------------------------- | ----------------------------------------------- | ----------------------------------------------- | ----------------------------------------------- | ----------------------------------------------- | ----------------------------------------------- | ----------------------------------------------- | ----------------------------------------------- |
| Einwohner                                       | 75                                              | 228                                             | 222                                             | 376                                             | 540                                             | 988                                             | 1265                                            | 1568                                            | 1829                                            | 1707                                            |
| Jahr                                            | 1850                                            | 1860                                            | 1870                                            | 1880                                            | 1890                                            | 1900                                            | 1910                                            | 1920                                            | 1930                                            | 1940                                            |
| Einwohner                                       | 1406                                            | 1255                                            | 1119                                            | 1050                                            | 916                                             | 890                                             | 799                                             | 661                                             | 636                                             | 701                                             |
| Jahr                                            | 1950                                            | 1960                                            | 1970                                            | 1980                                            | 1990                                            | 2000                                            | 2010                                            | 2020                                            | 2030                                            | 2040                                            |
| Einwohner                                       | 726                                             | 667                                             | 793                                             | 928                                             | 1009                                            | 1090                                            | 1237                                            | 1237                                            |                                                 |                                                 |

## Wirtschaft und Infrastruktur
Das Pro-Kopf-Einkommen betrug 39.035 Dollar, das Medianeinkommen für Männer 47.000 Dollar, für Frauen 47.813 $, wobei 10 Prozent der Ortsansässigen von einem Einkommen unterhalb der Armutsgrenze lebten. Die Arbeitslosenquote war 1,6 %, größter Arbeitgeber die Rivendell Interstate School. (Angaben der Gemeinde von 2017, Stand 2021).

### Gemeindeeinrichtungen
Die gemeindeeigenen Polizei von Orford arbeitet in Vollzeit, Feuerwehr und der medizinische Notdienst werden von Freiwilligen betrieben. Das nächstgelegene Krankenhaus ist das Cottage Hospital in Woodsville. Neben der Bibliothek, der Orford Free Library, besteht in Orford die Rivendell Academy, gegründet 2000, eine Oberschule des Rivendell Interstate School District. Die Wasserversorgung erfolgt teils durch die Gemeinde (Orford Village District), ansonsten mittels privater Brunnen, die Abwasserentsorgung mit privaten Tanks. Eine Müllabfuhr ist privat, die Müllabgabe gegen Gebühr ebenso möglich wie Recycling, beides bei der Annahmestelle der Gemeinde.

### Verkehr
Durch Orford verlaufen die New Hampshire State Routes NH-10 und NH- 25A. Der Interstate 91 ist etwa fünf Kilometer entfernt in Vermont zu erreichen. Der Dean Memorial Airport in Haverhill hat eine asphaltierte Piste, der nächstgelegene Flughafen ist der Lebanon Municipal Airport in Lebanon.

## Personen

### Hier geboren
Gilman Marston (1811–1890), Politiker

### Hier gestorben
- Jeduthun Wilcox (1768–1838), Politiker
- Leonard Wilcox (1799–1850), Politiker
- Meldrim Thomson (1912–2001), Politiker